# ラウシャナーラー・ベーグム
ラウシャナーラー・ベーグム（ウルドゥー語: شاهزادی روشن آرا بیگم, Raushanara Begum, 1617年9月3日 - 1671年9月11日）は、北インド、ムガル帝国の第5代皇帝シャー・ジャハーンの皇女。母はムムターズ・マハル。

## 生涯
1617年9月3日、ムガル帝国の皇帝シャー・ジャハーンとその妃ムムターズ・マハルとの間に生まれた。
1671年9月11日、ラウシャナーラー・ベーグムはデリーで死亡した。ラウシャナーラー・バーグに埋葬された。